# Portal Lamarca
El Portal Lamarca és una obra de Juneda (Garrigues) inclosa a l'Inventari del Patrimoni Arquitectònic de Catalunya.

## Descripció
És una porta d'accés gòtica (segle XIV) que comunicava amb el castell on vivien els ducs de Cardona, antics senyors de la vila. És d'arc apuntat treballat amb carreus i dovelles ben regulars. Restaurada no fa gaires anys, havia mantingut una estructura amb sostre interior d'embigat de fusta que incorporava l'arc gòtic i sostenia l'eixamplament d'una casa. Aquest espai era reforçat per dues arcades més. L'arcada exterior, d'accés a la vila, era rebaixada, feta de maons i encastada a les parets laterals de carreus de pedra gruixuts. Les parets interiors eren de pedres irregulars. L'arcada interior, de dins el recinte de la vila, era rebaixada i feta amb carreus de pedra ben tallats. Recentment, s'ha restaurat i s'han perdut dos dels tres arcs que formaven el portal.

## Història
El nom del portal és perquè al costat vivia el Sr. Lamarca, alcalde de Juneda durant la guerra del Francès. Fa uns anys aquesta casa s'ensorrà. Es desconeix la data de construcció d'aquest portal, actualment l'únic que es conserva, però sembla que tancava la vila a l'Edat Mitjana probablement ja al segle xvi.